# المساهمات الفارسية في اللغة الإنجليزية: قاموس تاريخي
المساهمات الفارسية في اللغة الإنجليزية: قاموس تاريخي هو كتاب صدر عام 2001 من تأليف جارلاند كانون [الإنجليزية] وآلان س. كاي [الإنجليزية]. وهو قاموس تاريخي للكلمات الفارسية المستعارة باللغة الإنجليزية [الإنجليزية] والذي يتضمن 811 كلمة فارسية ظهرت في النصوص الإنجليزية منذ عام 1225 م.

## الاستقبال
راجع كارلهاينز مورث ، وغلناز مدرسي قوامي، وجون ر. بيري [الإنجليزية]، وموسى أ. بطوش الكتاب.

## روابط خارجية
- المساهمات الفارسية في اللغة الإنجليزية: قاموس تاريخي